# Stiftelsen för kunskaps- och kompetensutveckling
Stiftelsen för kunskaps- och kompetensutveckling, KK-stiftelsen, är ett forskningsstödjande organ med säte i Stockholm.  

## Uppdrag
KK-stiftelsen finansierar forskning och kompetensutveckling vid Sveriges högskolor och nya universitet, när det sker i samverkan med näringslivet. Det övergripande uppdraget är att stärka Sveriges konkurrenskraft. 
KK-stiftelsen finansierar projekt inom forskning och utbildning på avancerad nivå, som bygger starka forsknings- och utbildningsmiljöer, under förutsättning att näringslivet aktivt medverkar i dessa projekt. Värdet av näringslivets medverkan – i form av kompetens, utrustning och så vidare – ska minst motsvara det belopp som KK-stiftelsen går in med.

## Verksamhet
KK-stiftelsen bildades 1994 med kapital från de avskaffade löntagarfonderna. Sedan starten har stiftelsen satsat 11,1 miljarder kronor i 3 382 projekt. Stiftelsen verkar bland annat för att lärosätena ska bygga starka forsknings- och utbildningsmiljöer, arbeta långsiktigt kring strategisk profilering och öka samarbetet mellan akademi och näringsliv.  Under 2021 pågick 380 projekt vid 18 lärosäten med stöd av KK-stiftelsen.   
Högskolorna och de nya universiteten står för en viktig del av kunskapsutvecklingen och forskningen. Flera av dessa lärosäten har skaffat sig en mycket god position inom profilerade områden, och flera miljöer är till och med världsledande inom sina områden, har omfattande samarbeten med näringslivet och bidrar till att stärka Sveriges konkurrenskraft och skapa tillväxt. Under 2020 samverkade 269 företag i projekt finansierade av stiftelsen.
Under 1990-talet var stiftelsen pådrivande för att öka användningen av IT i den svenska skolan. Man satsade 360 miljoner kronor på 27 vad man kallade "fyrtornsprojekt" under åren 1996–1999. Dessa projekt motfinansierades också av kommunerna med cirka 530 miljoner. Ulla Riis, professor i pedagogik vid Uppsala universitet genomförde en stor utvärdering av projekten och ifrågasatte delvis effektiviteten. Stiftelsen medverkade också till ITiS, det nationella programmet för IT i skolan, som genomfördes mellan 1999 och 2002.

## Kritik i media
I slutet av 1998 uppdagade Ekot att KK-stiftelsen hade köpt konsulttjänster för mer än 80 miljoner kronor utan någon offentlig upphandling och att ovanligt höga konsultarvoden betalats ut. Efter detta byttes dåvarande VD:n ut.
Under sensommaren 2012 avslöjades i media att flera svenska myndigheter och statliga stiftelser finansierat påkostade fester för miljonbelopp. Enligt tidningen Metro skall ett evenemang KK-stiftelsen arrangerat, under tidigare vd Madeleine Caesar, ha kostat 14,7 miljoner kronor.

## Verkställande direktörer
- 1995-1998: Bjarne Kirsebom
- 1999-2009: Madeleine Cæsar
- 1 april 2009-2018: Madelene Sandström
- 1 mars 2019: Eva Schelin